# 布里恩茨維勒

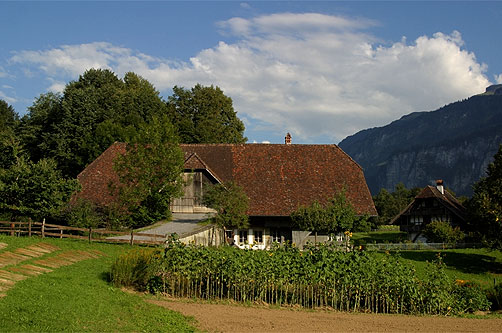

布里恩茨維勒是瑞士的城鎮，位於該國中部，由伯恩州負責管轄，面積17.66平方公里，海拔高度680米，2011年人口513，七成半人口信奉基督教，人口密度每平方公里29人。